# Setisquamalonchaea fumosa
Setisquamalonchaea fumosa är en tvåvingeart som först beskrevs av Johann Egger 1862.
Setisquamalonchaea fumosa ingår i släktet Setisquamalonchaea och familjen stjärtflugor. Arten är reproducerande i Sverige. Inga underarter finns listade i Catalogue of Life.